# Hypolycaena antifaunus
Hypolycaena antifaunus is een vlinder uit de familie van de Lycaenidae. De wetenschappelijke naam van de soort is voor het eerst geldig gepubliceerd in 1851 door Westwood.